# 分割競走
競馬に於ける分割競走（ぶんかつきょうそう）とは日本（JRA）では「競走馬の登録不足などによって競走の取りやめがあった場合に、出走馬が多い他の競走を二つに分割して行う競走」のことであり、アメリカ競馬においては、「一つの競走に多数の競走馬の登録があった場合に、その競走を二つに分割して別々に二回競走を行うこと」である。

## 日本
日本（JRA）における分割競走は「競走馬の登録不足などによって競走の取りやめがあった場合に、出走馬が多い他の競走を二つに分割して行う競走」のことである。詳しくは出馬投票#中央競馬における競走の分割を参照。

## アメリカ
アメリカ競馬における分割競走は一つの競走に多数の登録馬があった場合に、その競走を二つに分割して行うことである。当然勝ち馬が二頭出ることになる。かつてはプリークネスステークスのような大レースでも分割されたことがあった（1918年）。1990年代以降ではほとんど行われることは無かったが、2019年にはサンタアニタパーク競馬場の短期閉鎖の影響でオークローンパーク競馬場で行われたレベルステークスが分割、また同競馬場では2020年にCOVID-19によるケンタッキーダービーを始めとした各地のレースが延期となった影響でアーカンソーダービーが分割された。